# Jorge Braz (treinador de futsal)
Jorge Gomes Braz (Edmonton, 25 de agosto de 1972), é um treinador de futsal português. Desde Julho de 2010 é o Selecionador Nacional de Futsal Masculino.
Fez a estreia como treinador nacional de futsal a 23 de Setembro de 2003, frente ao Azerbaijão, mas só a partir de Julho de 2006 se fixou na equipa técnica nacional, como adjunto do Orlando Duarte, sucedendo-o no cargo.
Jorge Braz começpu a sua carreira como treinador em 1997 na Universidade do Minho, onde se manteve até 2001, seguindo-se uma experiência na UTAD (2001 a 2003), antes de regressar à Universidade do Minho, onde permaneceu até 2004. Esteve na Fundação Jorge Antunes, entre 2004 e 2007.
É licenciado em Educação Física pela Faculdade de Ciências do Desporto e Educação Física da Universidade do Porto, tendo um mestrado em Ciências do Desporto, especialização de Treino em Alto Rendimento Desportivo.
Foi eleito por quatro vezes o Melhor Selecionador Nacional de Futsal do Mundo, numa votação levada a cabo pela Futsal Planet.

## Títulos como treinador

### Portugal
- 2 Campeonato Europeu de Futsal
  - 2018
  - 2022
- 1 Copa do Mundo de Futsal
  - 2021